# Землянуха (посёлок)
Земляну́ха — посёлок в Алтайском крае России. Входит в городской округ город Барнаул. Административно подчинён Научногородокской сельской администрации Ленинского района города Барнаула.

## География
Находится в нескольких километрах от центра Барнаула.
Рядом с поселком находится озеро Землянуха, в 2 км южнее посёлка находится исток одноименной реки (приток Оби).
С поселком граничат садоводческие товарищества им. Мичурина, Искра, рядом находятся поселки Гоньба и Казённая Заимка.
Ближайшие населённые пункты: Научный Городок 3 км, Новомихайловка 9 км, Пригородный 11 км, Власиха 11 км, Березовка 11 км.
Уличная сеть
В поселке 5 улиц: Северная, Землянуха, Заречная, Прифермская и Трактовая.
Транспорт
В поселок ходит общегородской транспорт: рейсовые автобусы и маршрутные такси.

## Население
| 2010 | 2011 | 2012 | 2013 |
| ---- | ---- | ---- | ---- |
| 88   | ↘86  | →86  | ↘82  |

## История
Поселок Землянуха ранее носил название деревня Земленуха или Землянушинская, впервые упоминается в «Памятной книжке Томской губернии 1885 года» (Томск, 1885. С. 55). Первые жители поселились на реке Бурла в 522 верстах от г. Томска. Деревня входила в Карасукскую волость Каинского округа.
В «Списке населенных мест Томской губернии на 1899 год» деревня Землянушинская числится в Карасукской волости Барнаульского уезда Томской губернии. На тот момент в ней имелось 108 дворов, лавка с мануфактурными товарами, общественное питейное заведение и школа грамоты.
В 1911 г. деревня перешла в ведомство Тополинской волости Барнаульского уезда.
Название деревня получила, скорее всего, по наименованию реки, которая, в свою очередь, названа так из-за того, что слишком мелководная, в нём отражен характер русла — «река мелководная, землю видно, оттого и землянуха».

## Инфраструктура
На территории поселка действует поселковая Научногородокская администрация. В поселке существует несколько предприятий: ООО «Агриплант Сибирь», Уральский ФЛ ООО «Компания Барнаулподшипник» и другие, развитая торговая сеть, детские сады и общеобразовательные школы находятся в поселках Казённая заимка и Научный городок.